# 웨베르송 레안드루 올리베이라 모우라
웨베르송 레안드루 올리베이라 모우라(포르투갈어: Weverson Leandro Oliveira Moura, 1993년 5월 12일 ~ )는 브라질의 축구 선수로, 포지션은 공격수다. 레안드루라고도 불리는 그는 2021년 현재 일본 J1리그의 FC 도쿄에서 활약하고 있다.

## 축구인 경력

### 클럽 경력

#### 그레미우
2011년 그레미우 유소년 팀에서 성인 팀으로 승격하였다. 2월 20일 파비우 호솀바크를 대신하여 투입되어 데뷔경기를 가졌다. 18세가 되던 5월 12일에 그레미우와 5년 계약을 맺었으며, 5월 22일 FC 코린치앙스 파울리스타와의 경기에 출전하여 세리이 A 데뷔전을 가졌다. 8월 3일 아틀레치쿠 미네이루와의 경기에서 데뷔골을 기록하였다.

#### SE 파우메이라스
2013년 레안드루는 SE 파우메이라스로 1년 임대를 떠나게 되었다. 2013 시즌 동안 30경기에 출전하여 13골을 기록하며 좋은 활약을 펼쳤다. 2014년 1월 10일 파우메이라스는 레안드루를 500만 유로의 이적료와 함께 4년 계약을 맺으며 완전 영입을 성공시켰다.

#### 임대 생활
그러나 2014 시즌은 성공적이지 못하였고, 2015년 8월 3일 산투스 FC로 1년 임대 계약이 결정되었다.
2016년 2월 2일 코리치바 FC로 1년 임대를 떠났다.
2017년이 되면서 일본 J1리그 가시마 앤틀러스로 1년 임대를 떠났다.

## 선수 기록
2017년 10월 4일 기준
| 선수 기록   | 선수 기록       | 선수 기록   | 리그 | 리그 | 주리그 | 주리그 | FA컵 | FA컵 | 리그컵 | 리그컵 | 대륙대회 | 대륙대회 | 총합 | 총합 |
| 시즌        | 구단            | 리그        | 출장 | 득점 | 출장   | 득점   | 출장 | 득점 | 출장   | 득점   | 출장     | 득점     | 출장 | 득점 |
| 브라질      | 브라질          | 브라질      | 리그 | 리그 | 주리그 | 주리그 | FA컵 | FA컵 | 리그컵 | 리그컵 | 대륙대회 | 대륙대회 | 총합 | 총합 |
| ----------- | --------------- | ----------- | ---- | ---- | ------ | ------ | ---- | ---- | ------ | ------ | -------- | -------- | ---- | ---- |
| 2011        | 그레미우        | 세리이 A    | 22   | 1    | 12     | 7      | 0    | 0    | –      | –      | 2        | 0        | 36   | 8    |
| 2012        | 그레미우        | 세리이 A    | 22   | 7    | 9      | 0      | 4    | 0    | –      | –      | 3        | 0        | 38   | 7    |
| 2013        | 그레미우        | 세리이 A    | 0    | 0    | 2      | 0      | 0    | 0    | –      | –      | 0        | 0        | 2    | 0    |
| 2013        | 파우메이라스    | 세리이 B    | 30   | 13   | 11     | 6      | 1    | 0    | –      | –      | 0        | 0        | 42   | 19   |
| 2014        | 파우메이라스    | 세리이 A    | 18   | 1    | 10     | 1      | 6    | 1    | –      | –      | –        | –        | 34   | 3    |
| 2015        | 파우메이라스    | 세리이 A    | 2    | 0    | 0      | 0      | 2    | 0    | –      | –      | –        | –        | 4    | 0    |
| 2015        | 산투스          | 세리이 A    | 14   | 1    | –      | –      | 0    | 0    | –      | –      | –        | –        | 14   | 1    |
| 2016        | 쿠리치바        | 세리이 A    | 25   | 5    | 13     | 2      | 3    | 2    | 3      | 2      | 4        | 1        | 48   | 12   |
| 일본        | 일본            | 일본        | 리그 | 리그 | 주리그 | 주리그 | FA컵 | FA컵 | 리그컵 | 리그컵 | 대륙대회 | 대륙대회 | 총합 | 총합 |
| 2017        | 가시마 앤틀러스 | J1리그      | 18   | 11   | –      | –      | 1    | 0    | 1      | 0      | 5        | 0        | 25   | 11   |
| 커리어 통산 | 커리어 통산     | 커리어 통산 | 151  | 39   | 57     | 16     | 17   | 3    | 4      | 2      | 14       | 1        | 243  | 61   |